# Ángel Careaga Ruiz
Ángel Careaga Ruiz (Bilbao, 8 de noviembre de 1913 — Villarreal de Álava, Álava, 2 de diciembre de 1936) fue un futbolista español que se desempeñaba como centrocampista.

## Trayectoria
El 4 de febrero de 1934 debutó como futbolista del Athletic Club en la decimocuarta jornada liguera, en la que logró un doblete ante el Arenas Club. En la temporada 1934-35 fue uno de los máximos goleadores de la plantilla con nueve tantos en Liga, únicamente "Bata" y Txato Iraragorri consiguieron más tantos. Sin embargo, su trayectoria futbolística se truncó debido al comienzo de la Guerra civil española. Careaga combatió como voluntario de A.N.V, en la ofensiva de Villarreal, en noviembre de 1936. Falleció pocos días después, con sólo 23 años, asesinado por el bando sublevado encabezado por el general franquista Emilio Mola.

## Clubes
| Club          | País   | Año       |
| ------------- | ------ | --------- |
| Athletic Club | España | 1934-1936 |

## Palmarés

### Campeonatos nacionales
| Título | Club          | País   | Año  |
| ------ | ------------- | ------ | ---- |
| Liga   | Athletic Club | España | 1934 |
| Liga   | Athletic Club | España | 1936 |